# بایراک (شهرستان استرلیتاماکسکی، باشقیرستان)
بایراک (انگلیسی: Bayrak, Sterlitamaksky District, Republic of Bashkortostan) یک شهرک در شهرستان استرلیتاماکسکی استان باشقیرستان کشور روسیه است.